# John Blum (Pianist)
John Blum (* 15. April 1968 in New York City) ist ein US-amerikanischer Jazzmusiker (Piano, Komposition).

## Leben und Wirken
Blum studierte von 1987 bis 1991 Biowissenschaften am Bennington College und erwarb durch sein Studium bei Bill Dixon und Milford Graves auch einen BFA in Musik. Nach dem College setzte er sein Musikstudium bei den Pianisten Borah Bergman und Cecil Taylor fort und erhielt einen Master of Arts in Jazzkomposition und Performance. Während eines Europaaufenthalts 1992 arbeitete er mit Han Bennink, Antonio Grippi, Demian Richardson, Tristan Honsinger und Tony Scott. Nach seiner Rückkehr nach New York City wurde Blum Mitglied des Improvisers Collective, dem er von 1993 bis 1995 angehörte, und initiierte auch Projekte als Solist und Gruppenleiter.
Blum hat in den folgenden Jahren mit Free-Jazz-Legenden wie Bill Dixon, William Parker, Sunny Murray, Peter Brötzmann und Denis Charles gearbeitet, jedoch nur wenige Alben unter eigenem Namen aufgenommen, wie 2008 das Soloalbum Who Begat Eye, das bei Konnex Records erschien. Laut Eyal Hareuveni gilt er selbst als Underground-Legende der Downtown-Musikszene in New York. Seine Klaviertechniken werden als eine Mischung aus Cecil Taylor und McCoy Tyner beschrieben, entschieden perkussiv, aber mit einer unerbittlich schnellen linearen Struktur der rechten Hand.
Das Duoalbum Duplexity (Relative Pitch) nahm Blum 2019 mit dem Schlagzeuger Jackson Krall auf. Mit  David Murray und Chad Taylor legte er 2023 das Album The Recursive Tree vor; mit Marshall Allen, Elliott Levin und Chad Taylor nahm er Deep Space (Astral Spirits 2024) auf. 2023 spielte er auf dem Festival Music Unlimited in Wels. Im Bereich des Jazz war er laut Tom Lord zwischen 1998 und 2022 an acht Aufnahmesessions beteiligt, darunter auch mit Butch Morris (Conduction 117) und Steve Swell (5000 Poems).

## Diskographische Hinweise
- John Blum Astrogeny Quartet (Eremite, 1998, ed. 2006), mit Antonio Grippi, William Parker, Denis Charles
- Naked Mirror (Drimala, 2000) solo
- John Blum with Sunny Murray and William Parker:  In the Shade of Sun (2009)
- Jooklo Duo meets John Blum: Live at WFMU on the Long Rally 4/27/10 (2010), mit David Vanzan, Virginia Genta
- Piano Duo Trio – The Art of It (2022), mit Jackson Krall, Mark Hennen
- Nine Rivers (ESP-Disk, 2023) solo
- Deep Space (2024), mit Marshall Allen, Elliot Levin, Chad Taylor